# Trude Haefelin
Gertrud „Trude“ Margaretha Franziska Haefelin (* 1. Juli 1914 in Passau; † 3. Oktober 2008 in Bruckmühl) war eine deutsche Schauspielerin.

## Leben
Haefelin wuchs in München-Schwabing als Halbwaise auf, nachdem der Vater im Ersten Weltkrieg gefallen war. Sie besuchte das Lyzeum der Englischen Fräulein in Wasserburg am Inn und erhielt Schauspielunterricht an der Otto-Falckenberg-Schule in München. Ihr Bühnendebüt gab sie im Alter von 16 Jahren am Schauspielhaus München. Sie gelangte bald darauf nach Berlin, wo sie am Rose-Theater, am Theater am Nollendorfplatz, am Deutschen Theater und am Schillertheater unter Heinrich George auftrat.
Ab 1932 wirkte Haefelin in oft recht umfangreichen Nebenrollen bei vielen Filmproduktionen mit. Häufig war sie dabei als „das reizende Anhängsel von bayerischen Urviechern“ oder als „die zweite Frau, die Naive, die Liebhaberin“ zu sehen. Nach Kriegsende setzte sie ihre Filmkarriere für mehrere Jahre fort. In ihrem letzten Spielfilm Rosen-Resli aus dem Jahr 1954 spielte sie eine von zwei Frauen, denen ein Schwerenöter (Arno Assmann) gleichzeitig den Hof machte.
Haefelin war in erster Ehe mit dem Produzenten Willy Constantin verheiratet. In zweiter Ehe heiratete sie 1957 den Kabarettisten und Schauspieler Jürgen Scheller (1922–1996). Mit ihm ging sie nach Ende ihrer Filmkarriere auf Tournee. Unter anderem trat sie in den Hamburger Kammerspielen auf. Im Jahr 1974 gründete sie mit Scheller das Paul-Klinger-Künstlersozialwerk (Paul Klinger zu Ehren). Ihre letzten Jahre verbrachte sie in einem Altersheim in Bruckmühl, wo sie 2008 verstarb. Sie wurde auf dem Friedhof Perlach beigesetzt, auf dem bereits ihr zweiter Mann bestattet worden war.

## Filmografie
- 1932: Die verkaufte Braut
- 1933: Johannisnacht
- 1933: Roman einer Nacht
- 1933: Rund um eine Million
- 1934: Um das Menschenrecht
- 1934: Ich kenn’ dich nicht und liebe dich
- 1934: Musik im Blut
- 1934: Abenteuer im Südexpress
- 1935: Regine
- 1935: Verlieb Dich nicht am Bodensee
- 1936: Das häßliche Entlein
- 1936: Die lange Grete
- 1936: Mädchen in Weiß
- 1936: Wochenendzauber
- 1937: Gordian, der Tyrann
- 1937: Opfer der Vergangenheit
- 1937: Heiratsinstitut Ida & Co
- 1938: Das Recht auf Liebe
- 1939: Der arme Millionär
- 1939: Der Stammbaum des Dr. Pistorius
- 1940: Liebesschule
- 1940: Rumpelstilzchen
- 1942: Ein Zug fährt ab
- 1942: Geliebte Welt
- 1942: Andreas Schlüter
- 1942: Die Erbin vom Rosenhof
- 1942: Mit den Augen einer Frau
- 1950: Zwei in einem Anzug
- 1950: Aufruhr im Paradies
- 1950: Die Sterne lügen nicht
- 1951: Das seltsame Leben des Herrn Bruggs
- 1952: Einmal am Rhein
- 1954: Rosen-Resli
- 1976: Inspektion Lauenstadt: Erben